# Pseudocolopteryx dinelliana
A Pseudocolopteryx dinelliana a madarak (Aves) osztályának verébalakúak (Passeriformes) rendjébe és a királygébicsfélék (Tyrannidae) családjába tartozó faj.

## Rendszerezése
A fajt Miguel Lillo argentin zoológus írta le 1905-ben, Pseudocolopteryx dinellianus néven. Tudományos faji nevét Luis Dinelli argentin biológusról kapta.

## Előfordulása
Dél-Amerikában, Argentína, Bolívia és Paraguay területén honos. Természetes élőhelyei a szubtrópusi és trópusi nedves füves puszták és cserjések, mocsarak környékén. Vonuló faj.

## Megjelenése
Testhossza 11 centiméter.

## Életmódja
Kevésbé ismert, valószínűleg rovarokkal és pókokkal táplálkozik.

## Természetvédelmi helyzete
Az elterjedési területe nem nagy és csökken, egyedszáma 6700 példány alatti és szintén csökken. A Természetvédelmi Világszövetség Vörös listáján mérsékelten fenyegetett fajként szerepel.